# Frederik I van Legnica
Frederik I van Liegnitz (Brieg (Brzeg), 3 mei 1446 - Liegnitz (Legnica), 9 mei 1488) was vanaf 1453 hertog van Haynau (Chojnów), vanaf 1454 hertog van Ohlau (Oława) en Liegnitz (Legnica), vanaf 1481 hertog van Brieg (Brzeg) en vanaf 1482 hertog van Lüben (Lubin). Hij behoorde tot het huis Piasten.

## Levensloop
Frederik I was de enige zoon van hertog Jan I van Lüben en Hedwig van Brieg, dochter van hertog Lodewijk II van Brieg-Liegnitz. 
De overlijdens van zijn kinderloze oom Hendrik X in 1452 en zijn vader in 1453, zorgden ervoor dat Frederik I als laatste mannelijke nakomeling van de tak Liegnitz-Brieg van het huis Piasten was. De toen zevenjarige Frederik I volgde in 1453 zijn vader op als hertog van Haynau onder het regentschap van zijn moeder. Een jaar later, in 1454, erfde Frederik I na het overlijden van zijn grootmoeder langs vaderskant Margaretha van Opole het hertogdom Ohlau en kort nadien kreeg hij van het koninkrijk Bohemen ook het hertogdom Liegnitz toegewezen. In 1466 kwam het regentschap van zijn moeder officieel ten einde en werd Frederik I volwassen verklaard, waarna hij zelfstandig kon regeren.
Tijdens zijn regering concentreerde Frederik zich voornamelijk op de aanvaarding van zijn dynastie en het heroveren van de landen die zijn voorouders hadden verloren. Zo veroverde hij in 1481 het hertogdom Brieg, dat tot dan in handen was van hertog Jan II van Opole. In 1482 deed hij hetzelfde met het hertogdom Lüben, daarvoor in bezit van hertog Jan II van Glogau. In 1488 kon hij ook de steden Pitschen, Konstadt en Kreuzburg opnieuw bemachtigen.
In 1488 overleed hij op 42-jarige leeftijd. De hertogdommen Brieg en Ohlau gingen naar zijn echtgenote en de hertogdommen Liegnitz, Lüben en Haynau liet hij na aan zijn drie zonen.

## Huwelijk en nakomelingen
Op 5 september 1474 huwde Frederik I met Ludmila van Podiebrad (1456-1503), dochter van George van Podiebrad, koning van Bohemen. Ze kregen drie zonen:
- Jan II (1477-1495), hertog van Liegnitz
- Frederik II (1480-1547), hertog van Liegnitz en Brieg
- George I (1481/1483 - 1521), hertog van Liegnitz en Brieg